# Teorema de Banach-Steinhaus
Em matemática, o teorema de Banach-Steinhaus, também conhecido como princípio da limitação uniforme é um importante resultado da análise funcional. O teorema foi originalmente publicado por Stefan Banach e Hugo Steinhaus em 1927.

## Enunciado
Seja {\displaystyle X\,} um espaço de Banach e {\displaystyle N\,} um espaço normado não necessariamente completo. Seja ainda {\displaystyle \{T_{\alpha }\}_{\alpha \in \mathrm {A} }\,} uma família de operadores lineares limitados definidos de {\displaystyle X\,} em {\displaystyle N\,}. Defina o conjunto {\displaystyle B}:
{\displaystyle B:=\{x\in X:\sup _{\alpha \in \mathrm {A} }\|T_{\alpha }(x)\|<\infty \}}
Então, se {\displaystyle B\,} é de segunda categoria em {\displaystyle X\,} então:
- {\displaystyle B=X\,} e
- {\displaystyle \sup _{\alpha \in \mathrm {A} }\|T_{\alpha }\|<\infty }

## Demonstrações
O teorema em si surge primeiramente para funcionais lineares contínuos por H. Hahn em 1922, mas a demonstração clássica utiliza o teorema da categoria de Baire é devida a S. Banach e H. Steinhaus em 1927. Em 2011, o matemático A. Sokal apresentou uma demonstração sem fazer o uso do mesmo.

#### Demonstração Clássica (usando o Teorema de Baire)
Escreva o conjunto {\displaystyle B} como a seguinte reunião:
{\displaystyle B=\bigcup _{n=1}^{\infty }B_{n},~~B_{n}:=\{x\in X:\sup _{\alpha \in \mathrm {A} }\|T_{\alpha }(x)\|\leqslant n\}}
Como
{\displaystyle B_{n}=\bigcap _{\alpha \in \mathrm {A} }\{x\in X:\|T_{\alpha }(x)\|\leqslant n\}}
e cada um dos operadores {\displaystyle T_{\alpha }:X\longrightarrow N\,} é contínuo, {\displaystyle B_{n}\,} é fechado. Do fato de que {\displaystyle X\,} é de segunda categoria em {\displaystyle X\,} e pelo teorema da categoria de Baire, sabemos que pelo menos um dos {\displaystyle B_{n}\,} possui interior não vazio.
Da linearidade dos operadores, {\displaystyle B_{n}=nB_{1}\,} e portanto, existe um {\displaystyle \delta >0\,} e um {\displaystyle x_{0}\in B_{1}\,} tais que:
{\displaystyle {\mathcal {B}}(x_{0},\delta )\subseteq B_{1}\,}, {\displaystyle {\mathcal {B}}(x_{0},\delta )\,} é bola de centro {\displaystyle x_{0}\,} e raio {\displaystyle \delta \,}.
Como {\displaystyle B_{1}\,} é convexo, pode-se considerar {\displaystyle x_{0}=0\,}.
Escolha {\displaystyle r>0\,} tal que {\displaystyle \|xr\|={\frac {\delta }{2}}\,} e estime:
{\displaystyle \|T_{\alpha }(x)\|={\frac {1}{r}}\|T_{\alpha }(rx)\|\leqslant {\frac {1}{r}}={\frac {2}{\delta }}\|x\|}
E o resultado segue.

#### Demonstração porA. Sokal(sem utilizar o Teorema de Baire)
Primeiro, vejamos um resultado técnico:
Lema. Para qualquer operador linear {\displaystyle T:X\longrightarrow Y} entre espaços normados, qualquer {\displaystyle x\in X} e qualquer {\displaystyle r>0}, têm-se
{\displaystyle \sup _{x^{\prime }\in {\mathcal {B}}(x,r)}\left\|Tx^{\prime }\right\|\geqslant \|T\|_{\infty }r}
onde {\displaystyle {\mathcal {B}}(x,r)=\{y\in X:\|x-y\|<r\}} denota a bola aberta de centro {\displaystyle x} e raio {\displaystyle r}. 
Demonstração do Lema. De fato, para qualquer {\displaystyle y\in X}, vale a seguinte desigualdade: 
{\displaystyle {\frac {\|T(x+y)\|+\|T(x-y)\|}{2}}\geqslant \|Ty\|}
dado que {\displaystyle 2Ty=T(x+y)-T(x-y)}, aplicando a desigualdade triangular segue. 
Porém, {\displaystyle \max(a,b)\geqslant (a+b)/2} para quaisquer {\displaystyle a,b\geqslant 0} . Ou seja:
{\displaystyle \max {\Big (}\|T(x+y)\|,\|T(x-y)\|{\Big )}\geqslant \|Ty\|}
Tomando a norma do supremo em {\displaystyle y\in {\mathcal {B}}(0,r)}, 
{\displaystyle {\begin{aligned}\|T\|_{\infty }r&=\sup _{z\in {\mathcal {B}}[0,1]}\|Tz\|r\\&=\sup _{y\in {\mathcal {B}}(0,r)}\|Ty\|\\&\leqslant \sup _{y\in {\mathcal {B}}(0,1)}\max(\|T(x+y)\|,\|T(x-y)\|)\\&\leqslant \sup _{x^{\prime }\in {\mathcal {B}}(x,r)}\left\|Tx^{\prime }\right\|\end{aligned}}}
Terminando a demonstração do lema {\displaystyle \Box }. 
Demonstração do Teorema da Limitação Uniforme. Suponha por absurdo que {\displaystyle \sup _{\alpha \in A}\|T_{\alpha }\|_{\infty }=\infty }, i.e., existe uma sequência {\displaystyle \left(T_{\alpha _{n}}\right)_{n\in \mathbb {N} }} tal que       {\textstyle \left\|T_{\alpha _{n}}\right\|_{\infty }\geqslant 4^{n}}, para qualquer {\displaystyle n\in \mathbb {N} }. 
Pelo lema técnico garantido acima, existe {\displaystyle \left(x_{n}\right)_{n\in \mathbb {N} }} tal que, para todo {\displaystyle n},
{\displaystyle \left\|x_{n}-x_{n-1}\right\|\leqslant {\frac {1}{3^{n}}}\quad {\text{ e }}\quad \left\|T_{\alpha _{n}}x_{n}\right\|\geqslant {\frac {2}{3^{n+1}}}\left\|T_{\alpha _{n}}\right\|_{\infty }}
Tal sequência é de Cauchy e por {\displaystyle X} ser um espaço de Banach, existe um {\displaystyle n_{0}\in \mathbb {N} } de modo que {\displaystyle \left\|x-x_{n}\right\|\leqslant {\dfrac {3^{n}}{2}}} para todo {\displaystyle n\geqslant n_{0}}.
Portanto,    
{\displaystyle \left\|T_{\alpha _{n}}x\right\|\geqslant {\frac {3^{-n}}{2}}\left\|T_{\alpha _{n}}\right\|_{\infty }\geqslant {\frac {1}{6}}{\frac {4^{n}}{3^{n}}}}
para qualquer {\displaystyle x\in X} e qualquer {\displaystyle n\in \mathbb {N} }. 
O absurdo está em contrariar a hipótese de que {\displaystyle \sup _{\alpha \in A}\|T_{\alpha }(x)\|_{\infty }<\infty }. Logo, não pode ser o caso de  {\displaystyle \sup _{\alpha \in A}\|T_{\alpha }\|_{\infty }=\infty }. {\displaystyle \Box }

## Exemplos e Aplicações

### Exemplos
Para explicitar a necessidade da hipótese de completude temos o exemplo abaixo:
Seja {\displaystyle {\mathcal {N}}} o espaço normado dos elementos {\displaystyle x=\left(x_{j}\right)\in } {\displaystyle l^{\infty }(\mathbb {N} )} com {\displaystyle x_{j}\neq 0} somente para {\displaystyle j} num conjunto finito de índices. Defina {\displaystyle T_{n}:{\mathcal {N}}\rightarrow l^{\infty }} por {\displaystyle T_{n}x=\left(nx_{j}\right)_{j\in \mathbb {N} }}. Então {\displaystyle T_{n}\in {\mathcal {L}}\left({\mathcal {N}},l^{\infty }\right)} para todo {\displaystyle n} e para cada {\displaystyle x\in {\mathcal {N}}} existe o limite {\displaystyle \lim _{n\rightarrow \infty }T_{n}x=0}, mas {\displaystyle \lim _{n\rightarrow \infty }\left\|T_{n}\right\|=\infty }.

### Aplicações
Segue aplicação do teorema para estudo da continuidade de aplicações bilineares:
Corolário. Sejam {\displaystyle X,Y} Espaços de Banach. Se {\displaystyle b:X\times Y\rightarrow \mathbb {R} } é uma aplicação bilinear separadamente contínua (ou seja, {\displaystyle b(\cdot ,y)} e {\displaystyle b(x,\cdot )} são lineares e contínuas para cada {\displaystyle y\in Y} e cada {\displaystyle x\in {X}}, respectivamente), então {\displaystyle b} é contínua, ou seja, se {\displaystyle x_{n}\rightarrow x} e {\displaystyle y_{n}\rightarrow y}, então {\displaystyle b\left(x_{n},y_{n}\right)\rightarrow b(x,y)}.
1. ↑  Oliveira, César (2015). Introdução à Análise Funcional. Rio de Janeiro: [s.n.] p. 53. ISBN 978-85-244-0311-8
2. ↑  Alan D. Sokal (2011). «A Really Simple Elementary Proof of the Uniform Boundedness Theorem». The American Mathematical Monthly (5). 450 páginas. ISSN 0002-9890. doi:10.4169/amer.math.monthly.118.05.450. Consultado em 23 de julho de 2021